# Tramlijn A (Reims)
Tramlijn A van de tram van Reims is een tramlijn van de Tram van Reims. Hij loopt van Neufchâtel in het noorden van de stad Reims naar Hôpital Debré in het zuiden van de stad, via het Gare Centrale.

## Geschiedenis
De lijn werd op 18 april 2011 gezamenlijk met lijn B geopend, twee dagen na de inauguratie van het netwerk welke de terugkeer van de tram van Reims betekende. De werken startten in 2008 en eindigden begin 2010.

## Exploitatie

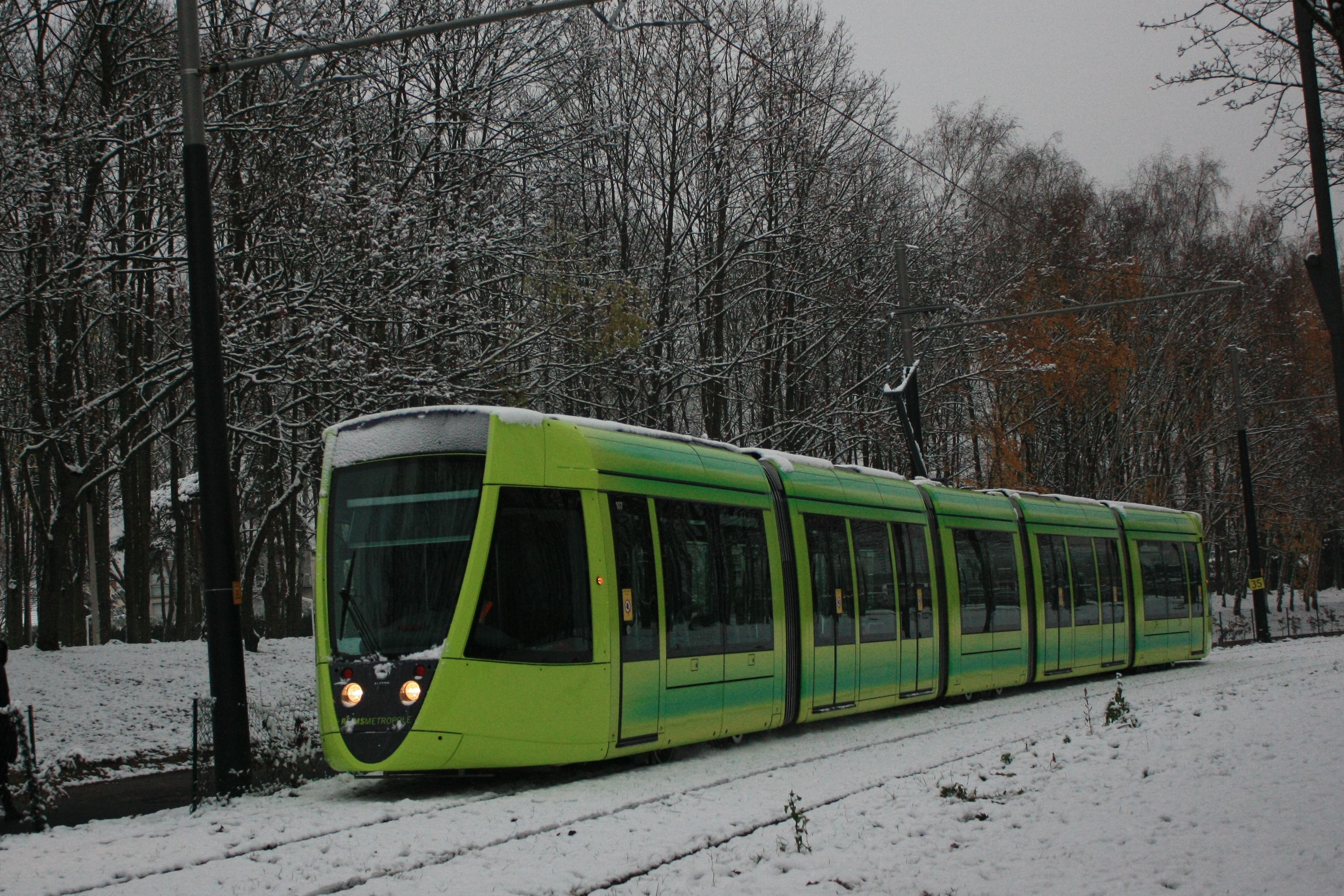
Een Citadis 302 tram op de lijn.

De trams rijden van vijf uur 's ochtends tot 1 uur 's nachts. In de spits rijden elke 6 minuten trams, daarbuiten elke tien minuten. Op zondag rijden er elke twintig minuten trams.

### Materieel
De lijn wordt geëxploiteerd met de achttien trams van het type Citadis 302. De trams zijn 32,4 meter lang, hebben een breedte van 2,40 m, een 100% lage vloer, een capaciteit van 206 personen waarvan 48 zittend en zes op klapstoelen. Het vermogen van de trams is 480 kilowatt. De trams kunnen naast via bovenleiding ook werken via het APS systeem, welke over de lengte van ongeveer twee kilometer gebruikt wordt tussen de haltes Boulingrin en Comédie, in het centrum van Reims.
De trams komen in acht verschillende kleuren.

## Toekomst
Oorspronkelijk was gepland dat de lijn verlengd zou gaan worden naar Châtillons (via de stations Hôpital II, Koenig, Val de Murigny P+R, eindbestemming Argonautes), maar dit project lijkt geen vervolg meer te krijgen. Een uitbreiding in noordelijke richting vanaf het eindpunt Neufchâtel bleek "niet relevant op de korte of middellange termijn", maar zal technisch mogelijk worden gemaakt.